# Lachemilla angustata
Lachemilla angustata är en rosväxtart som beskrevs av K. Romoleroux. Lachemilla angustata ingår i släktet Lachemilla och familjen rosväxter. IUCN kategoriserar arten globalt som sårbar. Inga underarter finns listade i Catalogue of Life.